# Chris Evans
Christopher Robert „Chris“ Evans (* 13. června 1981, Boston, Massachusetts) je americký herec a režisér. Mezi jeho nejvýznamnější role patří Johnny Storm ve filmech Fantastická čtyřka (2005) a Fantastická čtyřka a Silver Surfer (2007) a Kapitán Amerika ve filmové sérii Marvel Cinematic Universe (2011–2019). V roce 2014 režijně debutoval filmem Noc v New Yorku a v roce 2018 poprvé hrál na Broadwayi v divadelní hře Lobby Hero.

## Životopis
Narodil se v Bostonu, vyrůstal v bostonském předměstí Sudbury. Jeho matka Lisa, napůl italského a napůl irského původu, je umělecká ředitelka v divadle Concord Youth Theater, otec Bob je zubařem. Evans má sestry Carly, učitelku dramatické výchovy a angličtiny, a Shannu a mladšího bratra Scotta, rovněž herce. Jejich strýc Mike Capuano, bratr jejich matky, je politik působící ve Sněmovně reprezentantů USA. Evans, který byl vychováván jako katolík, absolvoval Lincoln-Sudbury Regional High School.

## Kariéra

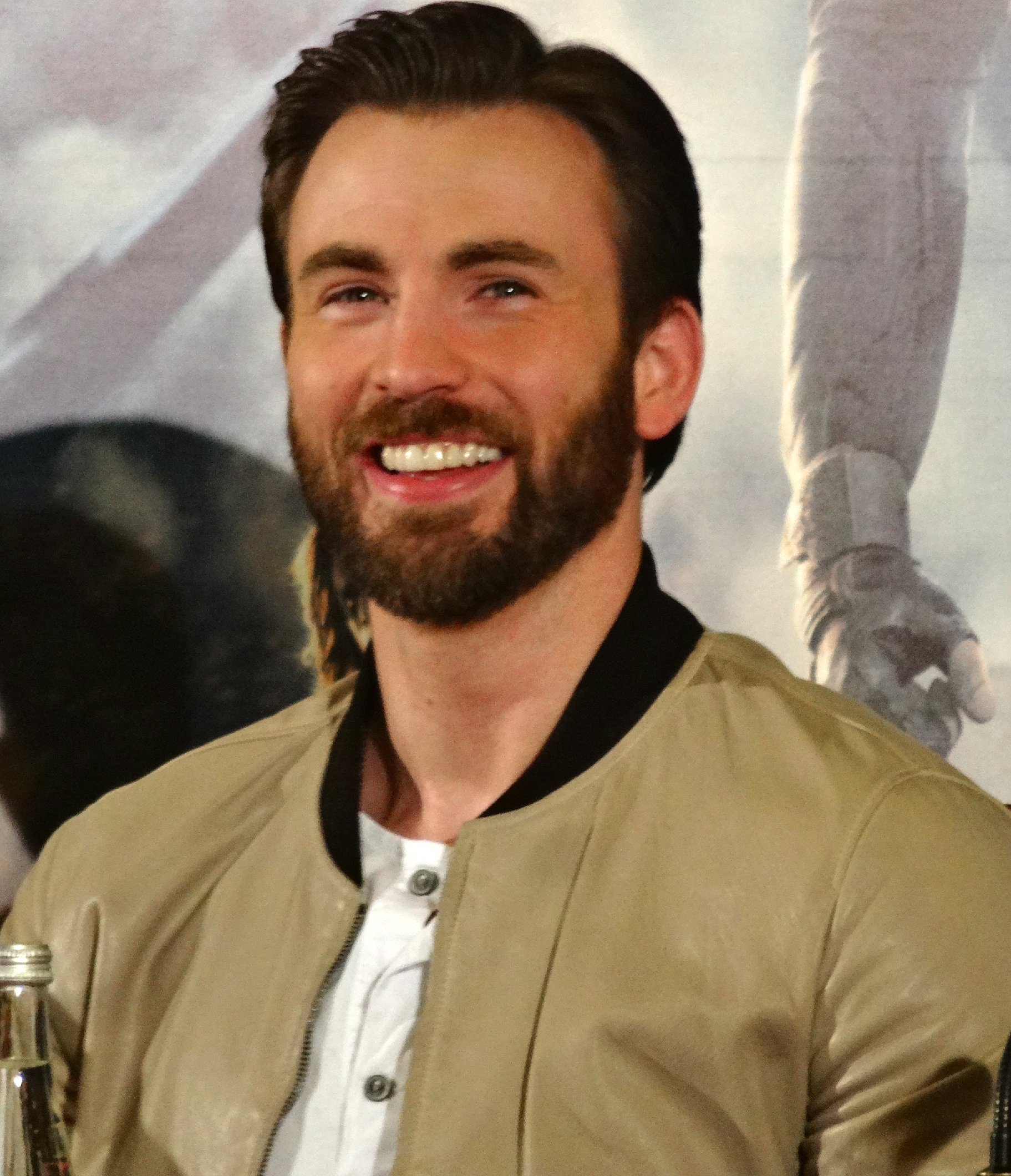
Evans na konferenci k filmu Captain America: Návrat prvního Avengera

Po filmu Bulšit (2001) hrál hlavní role ve filmech Perfektní skóre a Cellular. Následně se objevil ve dvou nezávislých chicagských snímcích: Nelítostná rasa, ve kterém hrál postavu Bryce, a London, kde hrál drogově závislého, jenž má problém se vztahy. V roce 2005 se jako Johnny Storm představil v superhrdinském filmu Fantastická čtyřka, přičemž tuto roli si zopakoval i o dva roky později ve snímku Fantastická čtyřka a Silver Surfer (a následně i roku 2024 ve filmu Deadpool & Wolverine). Tentýž rok hrál astronauta Mace ve filmu Sunshine.
Roku 2008 se objevil ve filmu Street Kings a ve snímku Ztráta diamantové slzy podle scénáře Tennesseeho Williamse. V následujícím roce hrál ve sci-fi thrilleru Push, v němž sám absolvoval i bojové scény.
Od roku 2011 hraje Kapitána Americu v superhrdinských filmech od Marvel Studios. Poprvé se v této roli objevil ve snímku Captain America: První Avenger, později tuto postavu hrál v navazujících filmech Avengers, Thor: Temný svět, Captain America: Návrat prvního Avengera, Avengers: Age of Ultron, Ant-Man, Captain America: Občanská válka, Spider-Man: Homecoming, Avengers: Infinity War, Captain Marvel a Avengers: Endgame.
V roce 2011 se společně s Annou Faris objevil v hlavní roli v romantické komedii Co ty jsi za číslo?. Roku 2013 nahradil Jamese Franca ve filmu The Iceman a hrál také v jihokorejském filmu Ledová archa. V roce 2014 natočil svůj režijní celovečerní debut Before We Go, který měl premiéru na Filmovém festivalu v Torontu. Následující rok se objevil po boku Michelle Monaghan v romantické komedii Kdo věří na lásku.
V roce 2017 hrál ve filmu Velký dar, kde hrál strýce nadané dívky, o kterou musel pečovat. V roce 2018 se poprvé objevil na Broadwayi v divadelní hře Lobby Hero.
V roce 2019 hrál hlavní roli agenta Ariho Levinson v thrillerovém snímku The Red Sea Diving Resort. Později ve stejném roce hrál v mysteriózním snímku Na nože, který měl premiéru v listopadu 2019. V roce 2020 měl premiéru seriál Defending Jacob, ve kterém jak hrál, tak ho také produkoval.

## Osobní život
Během let 2004 až 2006 měl vztah s herečkou Jessicou Biel. Od září 2012 do října 2013 byla jeho přítelkyní herečka Minka Kelly, se kterou již krátce chodil v roce 2007. Dne 9. září 2023 se oženil s portugalskou herečkou Albou Baptista.
Podporuje práva LGBT skupin. I když byl vychován katolíky, tak vyjádřil panteistické vidění světa a velmi se zajímá o buddhismus.
Je fanouškem týmu amerického fotbalu New England Patriots a figuroval jako vypravěč v jejich dokumentárním snímku s názvem America's Game: The Story of the 2014 New England Patriots.

## Filmografie

### Filmy
| Rok  | Název                                    | Role                           | Poznámky                         |
| ---- | ---------------------------------------- | ------------------------------ | -------------------------------- |
| 1997 | Biodiversity: Wild About Life!           | Rick                           | vzdělávací film                  |
| 2000 | The Newcomers                            | Judd                           |                                  |
| 2001 | Bulšit                                   | Jake Wyler                     |                                  |
| 2003 | Paper Boy                                |                                | krátkometrážní film              |
| 2004 | Perfektní skóre                          | Kyle Curtis                    |                                  |
| 2004 | The Orphan King                          | Rick                           | nevydaný film                    |
| 2004 | Cellular                                 | Ryan Hewitt                    |                                  |
| 2005 | Nelítostná rasa                          | Bryce Langley                  |                                  |
| 2005 | Fantastická čtyřka                       | Johnny Storm / Human Torch     |                                  |
| 2005 | London                                   | Syd                            |                                  |
| 2007 | Želvy Ninja                              | Casey Jones (hlas)             |                                  |
| 2007 | Sunshine                                 | Robert Mace                    |                                  |
| 2007 | Fantastická čtyřka a Silver Surfer       | Johnny Storm / Human Torch     |                                  |
| 2007 | Holka na hlídání                         | Hayden „Harvard Hottie“        |                                  |
| 2007 | Bitva o planetu Terra 3D                 | Stewart Stanton (hlas)         |                                  |
| 2008 | Street Kings                             | detektiv Paul Diskant          |                                  |
| 2008 | Ztráta diamantové slzy                   | Jimmy Dobyne                   |                                  |
| 2009 | Push                                     | Nick Gant                      |                                  |
| 2010 | Parchanti                                | Jake Jensen                    |                                  |
| 2010 | Scott Pilgrim proti zbytku světa         | Lucas Lee                      |                                  |
| 2011 | Puncture                                 | Michael David „Mike“ Weiss     |                                  |
| 2011 | Captain America: První Avenger           | Steve Rogers / Kapitán Amerika |                                  |
| 2011 | Co ty jsi za číslo?                      | Colin Shea                     |                                  |
| 2012 | Avengers                                 | Steve Rogers / Kapitán Amerika |                                  |
| 2012 | The Iceman                               | Robert „Mr. Freezy“ Pronge     |                                  |
| 2013 | Ledová archa                             | Curtis Everett                 |                                  |
| 2013 | Thor: Temný svět                         | Steve Rogers / Kapitán Amerika | cameo                            |
| 2014 | Captain America: Návrat prvního Avengera | Steve Rogers / Kapitán Amerika |                                  |
| 2014 | Noc v New Yorku                          | Nick Vaughan                   | režisérský debut, také producent |
| 2015 | Kdo věří na lásku                        | vypravěč                       | také výkonný producent           |
| 2015 | Avengers: Age of Ultron                  | Steve Rogers / Kapitán Amerika |                                  |
| 2015 | Ant-Man                                  | Steve Rogers / Kapitán Amerika | cameo                            |
| 2016 | Captain America: Občanská válka          | Steve Rogers / Kapitán Amerika |                                  |
| 2017 | Velký dar                                | Frank Adler                    |                                  |
| 2017 | Spider-Man: Homecoming                   | Steve Rogers / Kapitán Amerika | cameo                            |
| 2018 | Avengers: Infinity War                   | Steve Rogers / Kapitán Amerika |                                  |
| 2019 | Captain Marvel                           | Steve Rogers / Kapitán Amerika | cameo                            |
| 2019 | Superpower Dogs                          | vypravěč                       |                                  |
| 2019 | Operace Brothers                         | Ari Levinson                   |                                  |
| 2019 | Avengers: Endgame                        | Steve Rogers / Kapitán Amerika |                                  |
| 2019 | Na nože                                  | Ransom Drysdale                |                                  |
| 2021 | Free Guy                                 | on sám                         |                                  |
| 2021 | K zemi hleď!                             | Robert Andersen                |                                  |
| 2022 | Rakeťák                                  | Buzz Rakeťák                   |                                  |
| 2022 | The Gray Man                             | Lloyd Hansen                   |                                  |
| 2023 | Ghosted                                  | Cole Turner                    |                                  |
| 2023 | Obchodníci s bolestí                     | Pete Brenner                   |                                  |
| 2024 | Deadpool & Wolverine                     | Johnny Storm / Human Torch     |                                  |
| 2024 | Red One                                  | Jack O'Malley                  |                                  |

### Televize
| Rok  | Název                                         | Role            | Poznámky                       |
| ---- | --------------------------------------------- | --------------- | ------------------------------ |
| 2000 | Opposite Sex                                  | Cary Baston     | 8 dílů; hlavní role            |
| 2000 | Just Married                                  | Josh            | nevysílaný pilotní díl         |
| 2000 | Uprchlík                                      | Zack Lander     | díl: „Guilt“                   |
| 2001 | Bostonská střední                             | Neil Mavromates | díl: „Chapter Nine“            |
| 2002 | Eastwick                                      | Adam            | nevysílaný pilotní díl         |
| 2003 | Skin                                          | Brian           | díl: „Pilot“                   |
| 2008 | Robot Chicken                                 | více postav     | díl: „Monstourage“; dabing     |
| 2015 | America's Game: The 2014 New England Patriots | vypravěč        | dokument                       |
| 2017 | America's Game: 2016 Patriots                 | vypravěč        | dokument                       |
| 2018 | Chain of Command                              | vypravěč        | dokumentární seriál            |
| 2020 | Defending Jacob                               | Andy Barber     | 8 dílů, také výkonný producent |
| 2023 | Scott Pilgrim Takes Off                       | Lucas Lee       | 8 dílů, dabing                 |

### Videohry
| Rok  | Název                          | Role                                    | Země vydání |
| ---- | ------------------------------ | --------------------------------------- | ----------- |
| 2005 | Fantastická čtyřka             | Johnny Storm / Human Torch              | USA         |
| 2011 | Captain America: Super Soldier | Steven „Steve“ Rogers / Kapitán Amerika | USA         |
| 2012 | Discovered                     | Sám sebe                                |             |
| 2016 | Lego Marvel's Avengers         | Steven „Steve“ Rogers / Kapitán Amerika |             |

### Divadlo
| Rok  | Název      | Role     | Poznámky                      |
| ---- | ---------- | -------- | ----------------------------- |
| 2017 | Our Town   | Pan Webb | Fox Theatre                   |
| 2018 | Lobby Hero | Bill     | Helen Hayes Theatre, Broadway |

## Ocenění a nominace
| Rok  | Ocenění                      | Kategorie                                                                                           | Nominovaná práce                         | Výsledek  |
| ---- | ---------------------------- | --------------------------------------------------------------------------------------------------- | ---------------------------------------- | --------- |
| 2005 | Filmové ceny MTV             | Nejlepší tým na plátně                                                                              | Fantastická čtyřka                       | nominace  |
| 2007 | Teen Choice Awards           | Nejlepší herec v akčním filmu                                                                       | Fantastická čtyřka a Silver Surfer       | nominace  |
| 2007 | Teen Choice Awards           | Nejlepší souboj                                                                                     | Fantastická čtyřka a Silver Surfer       | nominace  |
| 2011 | Scream Awards                | Nejlepší superhrdina                                                                                | Captain America: První Avenger           | vítězství |
| 2011 | Cena Saturn                  | Nejlepší herec                                                                                      | Captain America: První Avenger           | nominace  |
| 2011 | People's Choice Awards       | Nejlepší filmový superhrdina                                                                        | Captain America: První Avenger           | nominace  |
| 2011 | Filmové ceny MTV             | Nejlepší hrdina                                                                                     | Captain America: První Avenger           | nominace  |
| 2011 | Teen Choice Awards           | Nejlepší letní herec                                                                                | Captain America: První Avenger           | nominace  |
| 2012 | Teen Choice Awards           | Nejlepší souboj                                                                                     | Captain America: První Avenger           | nominace  |
| 2012 | Teen Choice Awards           | Zloděj scén                                                                                         | Avengers                                 | nominace  |
| 2013 | People's Choice Awards       | Nejlepší herec v akčním filmu                                                                       | Avengers                                 | nominace  |
| 2013 | People's Choice Awards       | Nejlepší filmový superhrdina                                                                        | Avengers                                 | nominace  |
| 2013 | Filmové ceny MTV             | Nejlepší souboj (společně s celým obsazením)                                                        | Avengers                                 | vítězství |
| 2014 | Teen Choice Awards           | Nejlepší herec ve sci-fi nebo fantasy                                                               | Captain America: Návrat prvního Avengera | nominace  |
| 2015 | People's Choice Awards       | Oblíbený herec v akčním filmu                                                                       | Captain America: Návrat prvního Avengera | vítězství |
| 2015 | People's Choice Awards       | Oblíbený filmová dvojice (se Scarlett Johansson)                                                    | Captain America: Návrat prvního Avengera | nominace  |
| 2015 | Critics' Choice Movie Awards | Nejlepší herec v akčním filmu                                                                       | Captain America: Návrat prvního Avengera | nominace  |
| 2015 | Filmové ceny MTV             | Nejlepší souboj (Chris Evans vs. Sebastian Stan)                                                    | Captain America: Návrat prvního Avengera | nominace  |
| 2015 | Filmové ceny MTV             | Nejlepší polibek (se Scarlett Johansson)                                                            | Captain America: Návrat prvního Avengera | nominace  |
| 2015 | Cena Saturn                  | Nejlepší filmová adaptace komiksu                                                                   | Captain America: Návrat prvního Avengera | nominace  |
| 2015 | Cena Saturn                  | Nejlepší herec                                                                                      | Captain America: Návrat prvního Avengera | nominace  |
| 2015 | Teen Choice Awards           | Nejlepší herec ve sci-fi nebo fantasy                                                               | Avengers: Age of Ultron                  | nominace  |
| 2015 | Teen Choice Awards           | Zloděj scén                                                                                         | Avengers: Age of Ultron                  | vítězství |
| 2016 | Filmové ceny MTV             | Nejlepší hrdina                                                                                     | Avengers: Age of Ultron                  | nominace  |
| 2016 | Kids' Choice Awards          | Nejlepší filmový herec                                                                              | Avengers: Age of Ultron                  | nominace  |
| 2016 | Teen Choice Awards           | Nejlepší filmový herec: sci-fi/fantasy                                                              | Captain America: Občanská válka          | vítězství |
| 2016 | Teen Choice Awards           | Nejlepší filmová chemie (se Sebastianem Stanem, Anthony Mackiem, Elizabeth Olsen a Jeremy Rennerem) | Captain America: Občanská válka          | nominace  |
| 2016 | Teen Choice Awards           | Nejlepší filmový polibek (s Emily VanCamp)                                                          | Captain America: Občanská válka          | nominace  |
| 2016 | Critics' Choice Awards       | Nejlepší herec: akční film                                                                          | Captain America: Občanská válka          | nominace  |
| 2017 | People's Choice Awards       | Nejlepší herec: akční film                                                                          | Captain America: Občanská válka          | nominace  |
| 2017 | Cena Saturn                  | Nejlepší herec                                                                                      | Captain America: Občanská válka          | nominace  |
| 2017 | Kids' Choice Awards          | Nejlepší filmový herec                                                                              | Captain America: Občanská válka          | nominace  |
| 2017 | Kids' Choice Awards          | Nejlepší nakopávač zadků                                                                            | Captain America: Občanská válka          | vítězství |
| 2017 | Kids' Choice Awards          | Nejlepší nepřátelé (s Robertem Downeym Jr.)                                                         | Captain America: Občanská válka          | nominace  |
| 2017 | Kids' Choice Awards          | Nejlepší tým                                                                                        | Captain America: Občanská válka          | nominace  |
| 2017 | Teen Choice Awards           | Nejlepší filmový herec: drama                                                                       | Velký dar                                | nominace  |
| 2018 | Drama League Awards          | Nejlepší výkon                                                                                      | Lobby Hero                               | nominace  |
| 2018 | Broadway.com Audience Awards | Nejlepší divadelní herec: divadelní hra                                                             | Lobby Hero                               | vítězství |